# Dusičnan praseodymitý
Dusičnan praseodymitý je anorganická sloučenina s chemickým vzorcem Pr(NO3)3. Dusičnan praseodymitý je nazelenalá krystalická látka. Je hygroskopická a tvoří hexahydrát. Je rozpustná v polárních rozpouštědlech.

## Příprava
Dusičnan praseodymitý lze připravit reakcí praseodymu s oxidem dusičitým v ethyl-acetátu:
{\displaystyle {\ce {Pr\ +3N2O4->Pr(NO3)3\ +3NO\uparrow }}}

## Vlastnosti
Dusičnan praseodymitý tvoří světle zelené hygroskopické krystaly. Je rozpustný ve vodě, ethanolu, aminu, éteru i acetonitrilu. Dusičnan praseodymitý tvoří hexahydrát, který má krystaly v trojklonné soustavě.

## Využití
Dusičnan praseodymitý se využívá v luminoforech a také k barvení skla a smaltu do intenzivní čistě žluté barvy. Dusičnan praseodymitý se také používá při syntéze molybdenanu praseodymitého.